# Davit Bakradze
Davit Sjukris dze Bakradze (även Davit' Sjuk'ris dze Bak'radze; georgiska: დავით შუქრის ძე ბაქრაძე) född 1 juli 1972 i Tbilisi, är en georgisk politiker och diplomat som mellan den 7 juni 2008 och 21 oktober 2012 var talman i det georgiska parlamentet. Han efterträddes på posten av Davit Usupasjvili den 21 oktober 2012.
Innan Bakradze blev talman var han parlamentsledamot för Enade nationella rörelsen (april 2004-juli 2007), konfliktminister (juli 2007-januari 2008), utrikesminister (januari-april 2008) och Georgiens presidents speciella sändebud till Nato och Europeiska unionen (april-juni 2008). 